# Mauro Dal Sie
Mauro Dal Sie (Musile di Piave, 13 ottobre 1967) è un ex rugbista a 15 e allenatore di rugby a 15 italiano, in carriera attivo nel ruolo di pilone e 7 volte internazionale per l'Italia.

## Biografia
Da sempre nella società sandonatese, con essa esordì in campionato; ivi militò fino al 1996, quando vicende finanziarie spinsero molti atleti a lasciare il club; trasferitosi alla Benetton Treviso, con il club biancoverde si laureò tre volte consecutive Campione d'Italia nel 1996-97, nel 1997-98 e nel 1998-99.
Tornato a San Donà, ivi terminò la carriera agonistica con 295 presenze totali in maglia biancoceleste e, fin dal ritiro, ne ha assunto la guida tecnica, dapprima in serie A1, poi in Eccellenza, fino al termine della stagione 2014-15.
In Nazionale maggiore Dal Sie esordì, sotto la gestione di Georges Coste, in un incontro di Coppa FIRA a Coimbra il 17 aprile 1993 contro il Portogallo; convocato anche per la Coppa del Mondo di rugby 1995 in Sudafrica non venne tuttavia mai impiegato, e disputò il suo sesto e ultimo incontro nel 1996 contro l'Australia.
Fu impiegato indifferentemente come pilone destro o sinistro.
Nel 2019 rientra a San Donà dopo 4 anni, al termine dell'esperienza sulla panchina del Casale, affiancando Craig Green alla giuda tecnica della squadra come responsabile degli avanti.

## Palmarès
- Campionati italiani: 3
Benetton Treviso: 1996-97, 1997-98, 1998-99
- Coppe Italia: 1
Benetton Treviso: 1997-98